# František Sekanina
František Sekanina (15. února 1875, Žárovice – 4. března 1958, Smečno) byl moravský učitel, básník, spisovatel, překladatel a literární kritik.

## Život

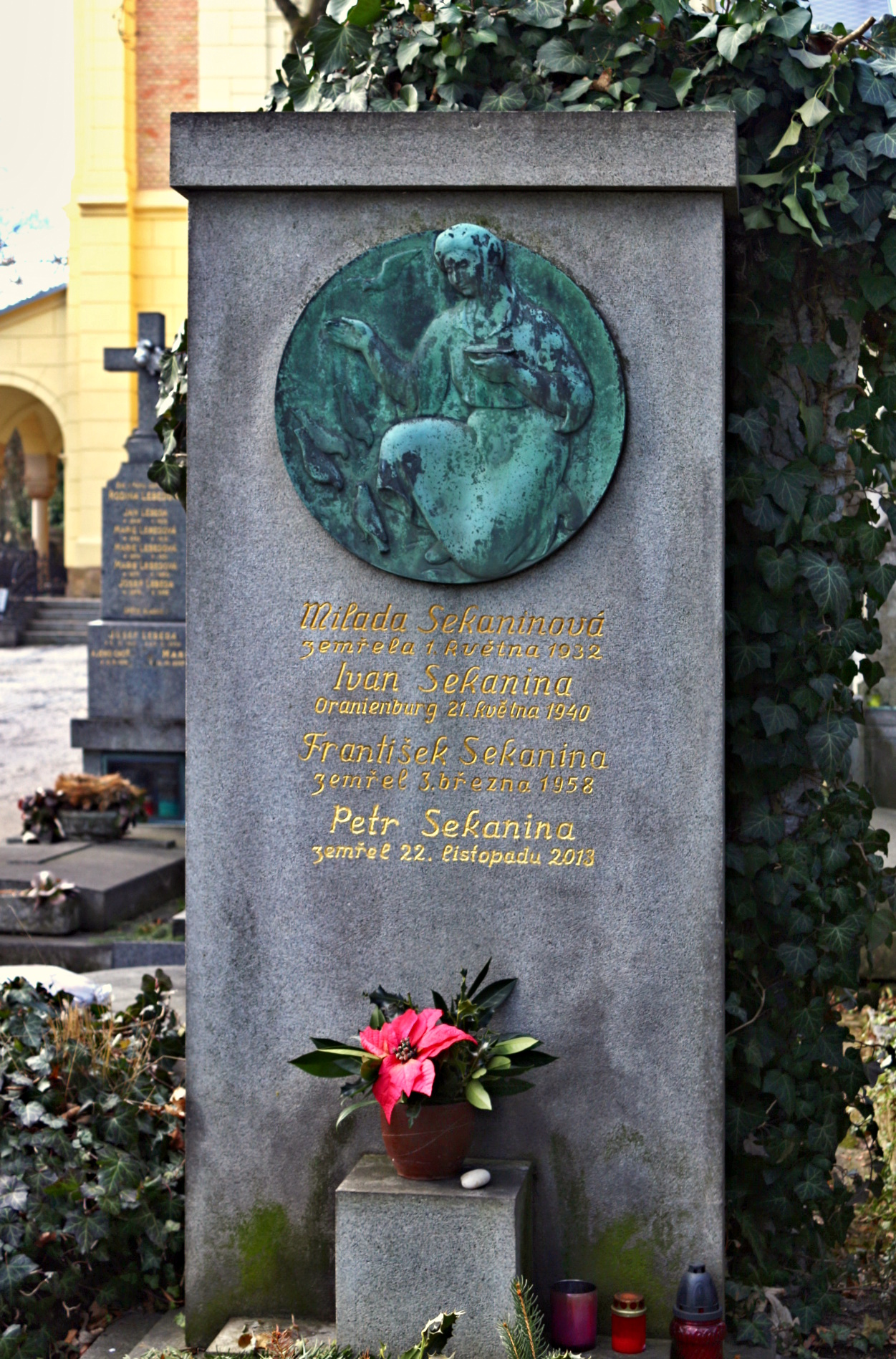
Náhrobek rodiny Sekaninových na pražském hřbitově Malvazinky

Narodil se svobodné matce Majdaleně Sekaninové (1851), dceři výminkáře Petra Sekaniny a Františky Marrianové. Oženil se s Miladou Vrlovou (1880–1932), se kterou měl tři děti: JUDR. Ivana Sekaninu (1900), Rostislava (1901) a RNDr. Evu Hertlovou (1906). Jeho švagrová byla Růžena Reichstädterová-Vrlová, snacha, manželka syna Ivana, Gertruda Sekaninová-Čakrtová.
Vystudoval České vysoké učení technické, působil jako učitel na středních školách v Praze. Vydal dvě, dnes už zapomenuté básnické sbírky: Za nocí chmurných i světlých (1896) a Lyrické intermezzo (1900), mnoho časopiseckých povídek a literárních kritik a literárně historických a životopisných spisů (a také mnoha příležitostných přednášek), předmluv k různým knihám, překládal také z francouzštiny (mj. Verlaina). Pozornost si zaslouží jeho 1000 nejkrásnějších novell 1000 světových spisovatelů, které redigoval (celkem 500 novel od 503 spisovatelů ve 102 knihách). V nich napsal 490 úvodů a 11 novel sám přeložil.
Od roku 1912 psal do listu Národní politika literární kritiky, v nichž proslul vždy pochvalným, pozitivním, nikdy odsuzujícím přístupem k recenzovanému autorovi. Jaroslav Hašek o této Sekaninově vlastnosti podrobně píše v Dějinách Strany mírného pokroku v mezích zákona. Byl také literárním poradcem rozhlasové stanice Radiojournal, kde měl často pořady o literatuře. Působil také jako nakladatelský redaktor, jako takový připravil k vydání např. úplné dílo J. K. Tyla.
Kromě Národní politiky přispíval do čelných českých listů, např. do Obzoru literárního a uměleckého, České revue, Zvonu aj. Od roku 1903 byl činným členem Spolku českých spisovatelů beletristů Máj, od roku 1912 do roku 1945 byl členem Moravského kola spisovatelů.
V období nacistické okupace vystoupil několikrát na podporu protektorátního režimu. Na oslavách 70. narozenin E. Háchy 12. 7. 1942 promluvil jménem básníků a spisovatelů a ve svém projevu vyzdvihoval těsnou a bratrskou spojitost českého národa s německou říší. V červenci 1944 byl ministrem Moravcem  jmenován členem Národní rady české a v březnu 1945 se stal jejím předsedou. K 6. výročí vzniku Protektorátu Čechy a Morava uspořádala Národní rada česká dne 15. 3. 1945 slavnostní koncert, jenž byl přenášen rozhlasem. Sekanina při té příležitosti pronesl v rozhlasu projev, v němž děkoval německé říši, že umožňuje Čechům i ve válečných poměrech rozvíjet bohatý kulturní život.
Po osvobození byl v květnu 1945 zatčen a několik dní držen ve vazbě. Po propuštění z vazby se pokusil o sebevraždu. Řízení proti němu bylo vedeno trestní komisí Ústředního výboru hl. m. Prahy pro přestupek podle dekretu presidenta republiky ze dne 27. října 1945, č. 138/1945 Sb., o trestání některých provinění proti národní cti (takzvaný malý retribuční dekret). V lednu 1947 bylo toto řízení zastaveno. Jednání Františka Sekaniny bylo odůvodněno osobní krizí po smrti syna Ivana, který zahynul v koncentračním táboru, pokročilým věkem a politickou dezorientací stupňovanou nátlakem ze strany okupačních úřadů. Byl však vyloučen ze Syndikátu českých spisovatelů.

### Pseudonymy
Používal pseudonymy: Vilém Krejsa, Vilém Krejza, František Žárovský.

### Zajímavost
Když byly 7. května 1939 slavnostně pohřbeny ostatky Karla Hynka Máchy na pražském Slavíně, nesli jeho rakev Josef Hora, Jaroslav Seifert, František Halas, Josef Knap, František Kropáč a František Sekanina.

## Dílo

### Básně
- Za nocí chmurných i světlých: (1894–1896) – předmluva František Stach. Praha: F. Stach, 1897
- Lyrické intermezzo: (1896–1900) – Brno: Arnošt Píša, 1901

### Překlady
- Jedni i druzí: komedie veršem – Paul Verlaine; ze sbírky "Jadis et Naguère".
- Dvě japonská dramata: historická tragédie o 1 jednání = Terakoya čili Vesnická škola — Takeda Izumo; Asagao: romantická hra v 1 aktě – Yamada Kakashi; přeložili Quido Jarník a F. Sekanina. Praha: Alois Hynek, 1900
- Historie ze zásvětí: román dobrodružný – Jean Richepin; s úvodem od překladatele. Praha: Jan Otto, 1901
- Výbor z poésie – Paul Verlaine; s úvodem překladatelovým. Praha: J. Otto, 1905
- Příhody a dobrodružství Cyrana z Bergeracu – Henri de Gorsse a Joseph Jacquin; s předmluvou Edmonda Rostanda; ilustroval Édouard François Zier. Praha: František Šimáček, 1906
- Rub světice: jeptiška, hra o třech dějstvích – François de Curel. Praha: J. Otto, 1908
- Enšpíglova šibalství – a napsal historický úvod. Praha: Bedřich Kočí, 1909
- Povídky dne i noci – Guy de Maupassant; ilustroval V. Bocchin. Praha: Josef Richard Vilímek, 1910
- Marie-Claire: román – Marguerite Audoux; s předmluvou Octava Mirbeaua. Praha: J. R. Vilímek, 1911
- Rangé a Papatua čili nebe a země – neznámý autor maorský; z francouzštiny; [z maorštiny přeložili Paul Lafargue a jeho žena Laura roz. Marxová]; in: 1000 nejkrásnějších novel... č. 4; napsal úvod. Praha: J. R. Vilímek, 1911
- Gabriel Spenser – Marcel Schwob; in: 1000 nejkrásnějších novel... č. 8; napsal úvod. Praha: J. R. Vilímek, 1911
- Asenat – neznámý autor starověký; z francouzštiny; [z latiny přeložil Jean de Vignay]; in: 1000 nejkrásnějších novel... č. 11; napsal úvod. Praha: J. R. Vilímek, 1911
- Novela sedmdesátá – Markéta d'Angouleme; in: 1000 nejkrásnějších novel... č. 14; napsal úvod. Praha: J. R. Vilímek, 1911
- Kůň – Cyriël Buysse; in: 1000 nejkrásnějších novel... č. 16; napsal úvod. Praha: J. R. Vilímek, 1911
- Velký pátek – Emilia Pardo Bazánová; in: 1000 nejkrásnějších novel... č. 23; napsal úvod. Praha: J. R. Vilímek, 1912
- Preparát – Gustav Meyrink; in: 1000 nejkrásnějších novel... č. 29; napsal úvod. Praha: J. R. Vilímek, 1912
- Přípitek – Hugo Salus; in: 1000 nejkrásnějších novel... č. 48; napsal úvod. Praha: J. R. Vilímek, 1912
- Svítilna – Jakob Schaffner; in: 1000 nejkrásnějších novel... č. 56; napsal úvod. Praha: J. R. Vilímek, 1913
- Žena dvou mužů – Vuk Vrčevič; in: 1000 nejkrásnějších novel... č. 88; napsal úvod. Praha: J. R. Vilímek, 1915
- Země – Gustaf Janson; in: 1000 nejkrásnějších novel... č. 98; napsal úvod. Praha: J. R. Vilímek, 1916
- Gaskonští kadeti – Henri de Gorsse a Joseph Jacquin; ilustroval Heinrich Vogel. Praha: Šolc a Šimáček, 1925
- Cikánský poklad – Pierre Perrault; s ilustracemi St. Hudečka a M. Lecoultrea. Praha: J. R. Vilímek,1927

### Spisy
- Henryk Sienkiewicz: literární studie – Praha: vlastním nákladem, 1901
- Vzpomínky členů Máje [Adámek Bohumil – Borecký Jaromír – Havlasa Jan – Havlík Josef – Holeček F. S. – Jahn Metoděj – Jeřábek Viktor Kamil – Klecanda Jan – Konrád J. D. – Kronbauer R. J. – Leger Karel – Mrštík Alois – Osten Jan – Sekanina František – Šmaha Josef – Tréval Emil] Praha: Máj, 1904
- Sebrané spisy Karla H. Máchy – k vydání upravil Jar. Šťastný; úvodem opatřil F. Sekanina. Praha: B. Kočí, 1906
- Knihovna českých klassiků belletristů. Svazek I. František Jar. Rubeš – Praha: B. Kočí, 1906
- O umělecké výchově: historie umění ve škole střední – Praha: s. n., 1908–1909
- Dvě povídky o práci – Karel Rožek, F. Sekanina napsal o autorovi. Praha: František Topič, 1909
- Legenda o krásném Pécopinovi a o krásné Bauldour – Victor Hugo; napsal úvodní studii; přeložil Jiří Vardener. Praha: Alois Hynek, 1910
- Dvě povídky – Jens Peter Jacobsen; z dánštiny přeložil Quido Jarník; předmluvu napsal F. Sekanina. Praha: A. Hynek, 1910
- Z literárního díla Karla Hynka Máchy – uspořádal a napsal úvod. Praha: A. Hynek, 1910
- Premie spolku Máje na rok 1911: vydaná v jubilejním roce stých narozenin Karla Hynka Máchy: obsahuje fotolitografický otisk původního vydání Máje se všemi důležitějšími literárními ohlasy, jež báseň od svého vydání vyvolala – vydal a napsal Pořadatelovu poznámku. Praha: Máj, 1910
- 1000 nejkrásnějších novell 1000 světových spisovatelů. Sv. 1 – 2 – ... – 102 – pořádal a literárními úvody doprovázel. Praha: J. R. Vilímek, 1910–
- Jaroslav Vrchlický: 17. února 1853 Louny – 9. září 1912 v Domažlice – Praha: Městská rada, 1912
- Jaroslav Vrchlický: sbírka článků o J. Vrchlickém od V. Dyka, F. Sekaniny, A. Sovy, A. Krause, G. Pallase, P. M. Haškovce aj. Praha: Springer, 1912
- Sarajevská tragedie: drama života a smrti rakouského následníka trůnu a jeho choti vévodkyně Žofie Hohenbergové – Vilém Krejsa; o autorovi. Praha: Šolc, 1914
- Český svět: obrazový týdeník – Praha: Emil Šolc, 1916–1917
- Antonín Jaroslav Puchmajer v rámci našeho národního probuzení: přednáška pronesená dne 8. srpna 1920 v Týně nad Vltavou u příležitosti stého výročí Puchmajerovy smrti – Týn: Tomáš Macháček, 1920
- Kytička poesie – Fr. S. Procházka; k výročí šedesátých narozenin básníkových upravil a napsal úvod. Praha: Česká grafická unie, 1921
- Alois Jirásek – Praha: Melantrich, 1921
- K jubileu stých narozenin K. H. Borovského – Praha: Šolc a Šimáček, 1921
- Život a osudy Davida Copperfielda – Charles Dickens; přeložili František Hofman a František Heller; napsal předmluvu
- Československo v obrazech: města, hrady, kroje, zemědělství, průmysl a příroda – redaktor Klement Urban; úvodní slovo napsal Fr. Sekanina; obrazovou část vedl Rudolf Špillar. Praha: Ústřední nakladatelství a knihkupectví učitelstva českoslovanského, 1927
- Dorritovic maličká – Charles Dickens; překlad Antonín Boh. Šrámek, napsal úvod. Praha: Gutenberg, 1928
- Mikuláš Nickleby – Charles Dickens; napsal předmluvu; přeložil A. B. Šrámek. Praha: Gutenberg, 1928
- Mistr Jan Hus, mučedník a vítěz kostnický – ilustroval František Vrobel. Mladá Boleslav: Karel Vačlena, 1928
- Básně a drobná prosa – Dekret kutnohorský – Kusy mého srdce – Osmero povídek – Patero dramat – Pět povídek historických – Pět povídek novověkých – Poslední Čech – Rozina Ruthardova – Tři dramata [Josef Kajetán Tyl; upravil a úvody doprovodil. Praha: L. Mazáč, 1928]
- Alois Jirásek: Hronov nad Metují 23. srpna 1851 – Praha 12. března 1930 – Praha: Máj, 1930
- Básník František Ulrich – Hradec Králové: Spolek českých bibliofilů, 1933
- Moji přátelé – Jakub Deml; recense k této knize od Josefa Hory a F. Sekaniny. Tasov: Jakub Deml, 1935
- Josef Richard Vilímek: jubileum života a práce – Praha: Průmyslová tiskárna, 1935
- Upomínka na odhalení pamětní desky dramatickému spisovateli, novináři a prvnímu řediteli Národního divadla v Praze ... Františku Adolfu Šubertovi ... – slavnostní řeč. Praha: Politika, 1935
- Petr Bezruč – Praha: Státní nakladatelství, 1937
- Vzpomínkou na Františka S. Procházku – Domažlice: Josef Hofmann, 1939
- Životní dílo Karla Havlíčka Borovského – napsal a upravil. Praha: Rebec, 1940
- Babička: obrazy z venkovského života – Božena Němcová; napsal předmluvu. Praha: Máj, 1940
- Veliké dílo Jana Nerudy – napsal úvod; kresby provedl Jaroslav Jareš. Praha: Rebec, 1941
- Deset let od smrti Aloisa Jiráska: projev F. Sekaniny při slavnostní valné schůzi Společnosti Aloise Jiráska v sále městské pražské ústřední knihovny v neděli 10. března 1940. Praha: Rebec, 1941
- Romance běloveská: Jakub a Ida – Běloves: Lázně Běloves, po 1941
- Dr. Emil Hácha – Praha: Školní nakladatelství pro Čechy a Moravu, 1943
- Humoresky – František Jaromír Rubeš; jazyková úprava a doslov napsal František Oberpfalcer; ilustrace Věra Mužíková-Šetková, obsahuje studii F. Sekaniny "O životě a díle F. J. Rubeše". Lázně Bělohrad: Krbal, 1944
- Pohádka o Bezručovi, o jeho rodu, osobnosti a díle – Liberec: Cíl, 1947
- Básnické návštěvy prostějovské: do věnce vzpomínek v životě nejšťastnějších – Prostějov: Osvětová rada, 1948
- Z českých mlýnů: výbor z nejlepších humoresek – Karel Tůma; 361 perokreseb K. L. Thumy; výbor pořídil a doslov napsal F. Sekanina; přehlédl dr. Vítězslav Tichý. Praha: J. R. Vilímek, 1948

### Jiné
- Sebrané spisy Františka Jaroslava Rubeše – dle prvotisků a spisovatelových rukopisů srovnal František Sekanina; životopisný přehled a chronologický rozvrh díla od vydavatele. Praha: B. Kočí, 1906
- Sebrané spisy I–III – Josef Kajetán Tyl; uspořádal. Praha: B. Kočí, 1906–1909
- Ústřední Matici školské na oslavu 25 let činnosti 1880–1905: jubilejní dar spisovatelův a výtvarných umělců českých – redakce části slovesné: Jaroslav Vrchlický, František Herites, František Sekanina, části výtvarné: František Ženíšek, Vilém Amort, K. L. Klusáček. Praha: Ústřední matice školská, 1906
- Chyše pod horami a jiné povídky – Božena Němcová; uspořádal. Praha: Edvard Beaufort, 1911
- Praha: premie spolku Máj v Praze na rok 1912 – redakce F. S. Procházka, F. Sekanina a Q. M. Vyskočil; dřevoryty vyzdobil Otakar Štáfl. Praha: Máj, 1912
- Album representantů všech oborů veřejného života československého – hlavní redaktor. Praha: Josef Zeibrdlich, 1927
- Lékařství. Lékárnictví [elektronický zdroj] – hlavní redaktor. Praha: Josef Zeibrdlich, 1927
- Důvěrné chvíle: sborník členů Máje na památku čtyřicetiletého trvání spolku – za redakce Karla Dewettra, F. S. Procházky a F. Sekaniny. Praha: Máj, 1928
- Kalendář Národní politiky na obyčejný rok 1934. Ročník 44 – redakce. Praha: Politika, 1933
- Kalendář Národní politiky na obyčejný rok 1937. Ročník 47 – redakce. Praha: Politika, 1936
- Národní pohádky – Božena Němcová; redigoval. Praha: L. Mazáč, 1940
- Pan učitel a jiné povídky – Božena Němcová; redigoval. Praha: L. Mazáč, 1940
- 80 let F. X. Svobody – redigoval památník. Praha: J. R. Vilímek, 1940